# Premi AVN a la millor actriu
El Premi AVN a la millor actriu és un guardó que ha estat atorgat per l'empresa de la indústria del sexe AVN des de la creació del lliurament de 1984. Se celebren durant l'AVN Adult Entertainment Expo que té lloc a Las Vegas (Nevada) en el primer trimestre de l'any.
Des de 1986 fins a 2008, la categoria va estar dividida en Millor actriu en pel·lícula (film) o en vídeo. Amb quatre premis cadascuna, les actrius Jeanna Fini i Ashlyn Gere són les més guardonades, amb quatre premis cadascuna. Gere, així mateix, té l'assoliment de guanyar dues vegades els premis d'Actriu filmi i vídeo en la mateixa edició. A aquestes dues, els segueix Jessica Drake amb tres premis.
Des de gener de 2021, el titular és Maitland Ward guanyadora en una edició virtual degut a la pandèmia de COVID-19.

## Guanyadores i nominades
NOTA(f)ilm'  i (v)ideo'  es van utilitzar com a categories separades la majoria dels anys anteriors al 2009.
| Any  | Foto                               | Guanyadora pel·lícula                 | Nominades pel·lícules |
| 1984 |                                    | Sharon Mitchell Sexcapades            |                       |
| 1985 |                                    | Pamela Mann X Factor                  |                       |
| 1986 |                                    | Sheri St. Claire (f) Corporate Assets |                       |
| 1986 | Ginger Lynn (v) Project Ginger     |                                       |                       |
| 1987 |                                    | Colleen Brennan (f) Getting Personal  |                       |
| 1987 | Nina Hartley (v) Debbie Duz Dishes |                                       |                       |
| 1988 |                                    | Krista Lane (f) Deep Throat II        |                       |
| 1988 | Shanna McCullough (v) Hands Off    |                                       |                       |
| 1989 |                                    | Ona Zee (f) Portrait of an Affair     |                       |
| 1989 | Barbara Dare (v) Naked Stranger    |                                       |                       |

### 1990–1994
| Any  | Foto                           | Guanyadores pel·lícula                   | Nominades pel·lícules |
| 1990 |                                | Sharon Kane Bodies in Heat—The Sequel    |                       |
| 1991 |                                | Hyapatia Lee (f) The Masseuse            |                       |
| 1991 | Lauren Brice (v) Married Women |                                          |                       |
| 1992 |                                | Jeanna Fine (f) Hothouse Rose            |                       |
| 1992 | Ona Zee (v) The Starlet        |                                          |                       |
| 1993 |                                | Ashlyn Gere Chameleons (f) Two Women (v) |                       |
| 1994 |                                | Roxanne Blaze (f) Justine                |                       |
| 1994 | Leena (v) Blinded by Love      |                                          |                       |

### 1995–1999
| Any  | Goto                           | Guanyadora pel·lícula                        | Nominades pel·lícules |
| 1995 |                                | Ashlyn Gere The Masseuse (f) Body & Soul (v) |                       |
| 1996 |                                | Jeanna Fine (f) Skin Hunger                  |                       |
| 1996 | Jenna Jameson (v) Wicked One   |                                              |                       |
| 1997 |                                | Melissa Hill (f) Penetrator 2: Grudge Day    |                       |
| 1997 | Jeanna Fine (v) My Surrender   |                                              |                       |
| 1998 |                                | Dyanna Lauren (f) Bad Wives                  |                       |
| 1998 | Stephanie Swift (v) Miscreants |                                              |                       |
| 1999 |                                | Shanna McCullough (f) Looker                 |                       |
| 1999 | Jeanna Fine (v) Café Flesh 2   |                                              |                       |

### 2000–2004
| Any  | Foto                                | Guanyadora pel·lícula                                        | Nominades pel·lícules                    |
| 2000 |                                     | Chloe (f) Chloe                                              | Asia Carrera Search for the Snow Leopard |
| 2000 | Allysin Chaynes Stray Cat           | Chloe (f) Chloe                                              |                                          |
| 2000 | Racquel Darrian Original Sin        | Chloe (f) Chloe                                              |                                          |
| 2000 | Raylene The Trophy                  | Chloe (f) Chloe                                              |                                          |
| 2000 | Nikki Sinn Things Change 3          | Chloe (f) Chloe                                              |                                          |
| 2000 | Gwen Summers Nothing to Hide 3 & 4  | Chloe (f) Chloe                                              |                                          |
| 2000 | Inari Vachs The Awakening           | Chloe (f) Chloe                                              |                                          |
| 2000 | Serenity (v) Double Feature!        |                                                              |                                          |
| 2000 | Chloe Taboo 19                      |                                                              |                                          |
| 2000 | Kylie Ireland Timeless              |                                                              |                                          |
| 2000 | Katja Kean Millennium               |                                                              |                                          |
| 2000 | Ginger Lynn Torn                    |                                                              |                                          |
| 2000 | Missy Desperate Measures            |                                                              |                                          |
| 2000 | Raylene Manic Behavior              |                                                              |                                          |
| 2000 | Stephanie Swift Crossroads          |                                                              |                                          |
| 2001 |                                     | Taylor Hayes (f) Jekyll and Hyde Raylene (f) Artemesia (tie) | Nina Hartley A Midsummer Night's Cream   |
| 2001 | Jenna Jameson Dream Quest           | Taylor Hayes (f) Jekyll and Hyde Raylene (f) Artemesia (tie) |                                          |
| 2001 | Julie Meadows Watchers              | Taylor Hayes (f) Jekyll and Hyde Raylene (f) Artemesia (tie) |                                          |
| 2001 | Sydnee Steele Facade                | Taylor Hayes (f) Jekyll and Hyde Raylene (f) Artemesia (tie) |                                          |
| 2001 | Gwen Summers Looker 2: Femme Fatale | Taylor Hayes (f) Jekyll and Hyde Raylene (f) Artemesia (tie) |                                          |
| 2001 | Syren Les Vampyres                  | Taylor Hayes (f) Jekyll and Hyde Raylene (f) Artemesia (tie) |                                          |
| 2001 | Inari Vachs Facade                  | Taylor Hayes (f) Jekyll and Hyde Raylene (f) Artemesia (tie) |                                          |
| 2001 | Ava Vincent Les Vampyres            | Taylor Hayes (f) Jekyll and Hyde Raylene (f) Artemesia (tie) |                                          |
| 2001 | Serenity (v) M Caught in the Act    |                                                              |                                          |
| 2001 | Juli Ashton Bliss                   |                                                              |                                          |
| 2001 | Asia Carrera Goddaughter 5          |                                                              |                                          |
| 2001 | Jewel De'Nyle Dark Angels           |                                                              |                                          |
| 2001 | Kylie Ireland Raw                   |                                                              |                                          |
| 2001 | Devinn Lane Spellbound              |                                                              |                                          |
| 2001 | Ginger Lynn White Lightning         |                                                              |                                          |
| 2001 | Tera Patrick Sex Island             |                                                              |                                          |
| 2001 | Sydnee Steele Dark Angels           |                                                              |                                          |
| 2001 | Gwen Summers Virgin Whore           |                                                              |                                          |
| 2001 | Inari Vachs West Side               |                                                              |                                          |
| 2001 | Ava Vincent Perfectly Flawless      |                                                              |                                          |
| 2002 |                                     | Ginger Lynn (f) Taken                                        | Alexa Shrink Wrapped                     |
| 2002 | Taylor Hayes Fade to Black          | Ginger Lynn (f) Taken                                        |                                          |
| 2002 | Lola Free Sex on Earth              | Ginger Lynn (f) Taken                                        |                                          |
| 2002 | Raylene Bad Wives 2                 | Ginger Lynn (f) Taken                                        |                                          |
| 2002 | Nicole Sheridan Taboo 2001          | Ginger Lynn (f) Taken                                        |                                          |
| 2002 | Sydnee Steele Mafioso               | Ginger Lynn (f) Taken                                        |                                          |
| 2002 | Syren Taboo 2001                    | Ginger Lynn (f) Taken                                        |                                          |
| 2002 | Ava Vincent Underworld              | Ginger Lynn (f) Taken                                        |                                          |
| 2002 |                                     | Sydnee Steele (v) Euphoria                                   | Allysin Chaynes Wonderland               |
| 2002 | Chloe Unreal                        | Sydnee Steele (v) Euphoria                                   |                                          |
| 2002 | Jewel De'Nyle Forbidden Flesh       | Sydnee Steele (v) Euphoria                                   |                                          |
| 2002 | Lola Destiny Calling                | Sydnee Steele (v) Euphoria                                   |                                          |
| 2002 | Gina Ryder Nice Neighbors           | Sydnee Steele (v) Euphoria                                   |                                          |
| 2002 | Serenity XXX Training               | Sydnee Steele (v) Euphoria                                   |                                          |
| 2002 | Inari Vachs Beauty and the Bitch    | Sydnee Steele (v) Euphoria                                   |                                          |
| 2003 |                                     | Taylor St. Claire (f) Fashionistas                           | Julia Ann Paradise Lost                  |
| 2003 | Sondra Hall Poison Angel            | Taylor St. Claire (f) Fashionistas                           |                                          |
| 2003 | Taylor Hayes If You Only Knew       | Taylor St. Claire (f) Fashionistas                           |                                          |
| 2003 | Raylene Love Games                  | Taylor St. Claire (f) Fashionistas                           |                                          |
| 2003 | Sydnee Steele Falling From Grace    | Taylor St. Claire (f) Fashionistas                           |                                          |
| 2003 | Nici Sterling Wifetaker             | Taylor St. Claire (f) Fashionistas                           |                                          |
| 2003 | Syren Les Vampyres 2                | Taylor St. Claire (f) Fashionistas                           |                                          |
| 2003 |                                     | Devinn Lane (v) Breathless                                   | Aria Naked Eye                           |
| 2003 | Kate Frost Virgin Canvas            | Devinn Lane (v) Breathless                                   |                                          |
| 2003 | Ashlyn Gere Crime and Passion       | Devinn Lane (v) Breathless                                   |                                          |
| 2003 | Hannah Harper Role Models 2         | Devinn Lane (v) Breathless                                   |                                          |
| 2003 | Kylie Ireland One Sleepless Night   | Devinn Lane (v) Breathless                                   |                                          |
| 2003 | Julie Meadows Sex World 2002        | Devinn Lane (v) Breathless                                   |                                          |
| 2003 | Alexa Rae Karma                     | Devinn Lane (v) Breathless                                   |                                          |
| 2003 | Raylene Betrayed by Beauty          | Devinn Lane (v) Breathless                                   |                                          |
| 2003 | Sydnee Steele Heroin                | Devinn Lane (v) Breathless                                   |                                          |
| 2003 | Gwen Summers Double Vision          | Devinn Lane (v) Breathless                                   |                                          |
| 2003 | Ava Vincent Heartbreaker            | Devinn Lane (v) Breathless                                   |                                          |
| 2004 |                                     | Savanna Samson (f) Looking In                                | Cassidey Sordid                          |
| 2004 | Dasha Heaven's Revenge              | Savanna Samson (f) Looking In                                |                                          |
| 2004 | Maya Divine Virtual Love            | Savanna Samson (f) Looking In                                |                                          |
| 2004 | Ashley Long Compulsion              | Savanna Samson (f) Looking In                                |                                          |
| 2004 |                                     | Julia Ann (v) Beautiful                                      | Ashley Blue Girlvert 4                   |
| 2004 | Chloe Barbara Broadcast Too!        | Julia Ann (v) Beautiful                                      |                                          |
| 2004 | Stormy Daniels Not A Romance        | Julia Ann (v) Beautiful                                      |                                          |
| 2004 | Chloe Dior Riptide                  | Julia Ann (v) Beautiful                                      |                                          |
| 2004 | Devinn Lane Improper Conduct        | Julia Ann (v) Beautiful                                      |                                          |
| 2004 | Kaylani Lei Angel X                 | Julia Ann (v) Beautiful                                      |                                          |
| 2004 | Carmen Luvana Rawhide               | Julia Ann (v) Beautiful                                      |                                          |
| 2004 | Ginger Lynn Sunset Stripped         | Julia Ann (v) Beautiful                                      |                                          |
| 2004 | Ann Marie Rios Babes Illustrated 13 | Julia Ann (v) Beautiful                                      |                                          |
| 2004 | Savanna Samson Good Time Girl       | Julia Ann (v) Beautiful                                      |                                          |
| 2004 | Alexandra Silk Stud Hunters         | Julia Ann (v) Beautiful                                      |                                          |
| 2004 | Sydnee Steele Lost & Found          | Julia Ann (v) Beautiful                                      |                                          |
| 2004 | Sunset Thomas Truck Stop Trixie     | Julia Ann (v) Beautiful                                      |                                          |

### 2005–2009
| Any  | Foto                                          | Guanyadora pel·lícula                          | Nominades pel·lícules                         |
| 2005 |                                               | Jenna Jameson (f) The Masseuse                 | Sunrise Adams Debbie Does Dallas: The Revenge |
| 2005 | Jessica Drake The Collector                   | Jenna Jameson (f) The Masseuse                 |                                               |
| 2005 | Savanna Samson Bare Stage                     | Jenna Jameson (f) The Masseuse                 |                                               |
| 2005 | Jessica Drake (v) Fluff and Fold              |                                                |                                               |
| 2005 | Julia Ann Killer Sex and Suicide Blondes      |                                                |                                               |
| 2005 | Roxanne Hall Slutwoman's Revenge              |                                                |                                               |
| 2005 | Jenna Jameson Bella Loves Jenna               |                                                |                                               |
| 2005 | Jane Loaded                                   |                                                |                                               |
| 2005 | Kaylani Lei Sweatshop                         |                                                |                                               |
| 2005 | Gia Paloma Wild Things on the Run             |                                                |                                               |
| 2005 | Tawny Roberts Unlovable                       |                                                |                                               |
| 2005 | Savanna Samson L'Affaire                      |                                                |                                               |
| 2005 | Aurora Snow Angels                            |                                                |                                               |
| 2005 | Sunset Thomas Misty Beethoven: The Musical    |                                                |                                               |
| 2005 | Michelle Wild Hot Rats                        |                                                |                                               |
| 2006 |                                               | Savanna Samson (f) The New Devil in Miss Jones | Sunrise Adams Sentenced                       |
| 2006 | Stormy Daniels Eternity                       | Savanna Samson (f) The New Devil in Miss Jones |                                               |
| 2006 | Penny Flame Dark Side                         | Savanna Samson (f) The New Devil in Miss Jones |                                               |
| 2006 | Janine Lindemulder The Villa                  | Savanna Samson (f) The New Devil in Miss Jones |                                               |
| 2006 | Lezley Zen Les Bitches                        | Savanna Samson (f) The New Devil in Miss Jones |                                               |
| 2006 | Janine Lindemulder (v) Pirates                |                                                |                                               |
| 2006 | Kami Andrews Texas' Asshole Massacre          |                                                |                                               |
| 2006 | Joanna Angel Joanna's Angels                  |                                                |                                               |
| 2006 | Cindy Crawford Sodom                          |                                                |                                               |
| 2006 | Jessica Drake One Man's Obsession             |                                                |                                               |
| 2006 | Audrey Hollander Catherine                    |                                                |                                               |
| 2006 | Jesse Jane Pirates                            |                                                |                                               |
| 2006 | Devinn Lane Lovers Lane                       |                                                |                                               |
| 2006 | Sunny Lane Dark Angels 2: Bloodline           |                                                |                                               |
| 2006 | Kaiya Lee Shadow of a Geisha                  |                                                |                                               |
| 2006 | Gia Paloma Wild Things on the Run 2           |                                                |                                               |
| 2006 | Olivia Saint Contract Girl                    |                                                |                                               |
| 2006 | Savanna Samson Freshness                      |                                                |                                               |
| 2006 | Brittney Skye Prisoner                        |                                                |                                               |
| 2007 |                                               | Jessica Drake (f) Manhunters                   | Monique Alexander To Die For                  |
| 2007 | Janine Lindemulder Emperor                    | Jessica Drake (f) Manhunters                   |                                               |
| 2007 | Austin Kincaid To Die For                     | Jessica Drake (f) Manhunters                   |                                               |
| 2007 | Ava Vincent Fade to Black 2                   | Jessica Drake (f) Manhunters                   |                                               |
| 2007 | Hillary Scott (v) Corruption                  |                                                |                                               |
| 2007 | Joanna Angel Joanna's Angels 2: Alt Throttle  |                                                |                                               |
| 2007 | Belladonna Fashionistas Safado: The Challenge |                                                |                                               |
| 2007 | Violet Blue Wonderland                        |                                                |                                               |
| 2007 | Stormy Daniels Taken                          |                                                |                                               |
| 2007 | Jessica Drake Curse Eternal                   |                                                |                                               |
| 2007 | Kimberly Kane The Visitors                    |                                                |                                               |
| 2007 | Sunny Lane Sex Pix                            |                                                |                                               |
| 2007 | Nina Mercedez Illicit                         |                                                |                                               |
| 2007 | Missy Monroe The Da Vinci Load                |                                                |                                               |
| 2007 | Austyn Moore Tailgunners                      |                                                |                                               |
| 2007 | Kirsten Price Just Like That                  |                                                |                                               |
| 2007 | Linda Roberts The New Neighbors               |                                                |                                               |
| 2007 | Brittney Skye Grub Girl                       |                                                |                                               |
| 2007 | Heather Vuur Sacred Sin                       |                                                |                                               |
| 2008 |                                               | Penny Flame (f) Layout                         | Briana Banks Layout                           |
| 2008 | Roxy Jezel Sex & Violins                      | Penny Flame (f) Layout                         |                                               |
| 2008 | Stefani Morgan Debbie Does Dallas ... Again   | Penny Flame (f) Layout                         |                                               |
| 2008 | Savanna Samson Flasher                        | Penny Flame (f) Layout                         |                                               |
| 2008 | Eva Angelina (v) Upload                       |                                                |                                               |
| 2008 | Stormy Daniels Black Widow                    |                                                |                                               |
| 2008 | Jessica Drake Delilah                         |                                                |                                               |
| 2008 | Carmen Hart Just Between Us                   |                                                |                                               |
| 2008 | Jenna Jameson Janine Loves Jenna              |                                                |                                               |
| 2008 | Roxy Jezel For Love, Money or a Green Card    |                                                |                                               |
| 2008 | Tory Lane Outkast                             |                                                |                                               |
| 2008 | Kaylani Lei Candelabra                        |                                                |                                               |
| 2008 | Brianna Love Brianna Love: Her Fine Sexy Self |                                                |                                               |
| 2008 | Carmen Luvana Lady Scarface                   |                                                |                                               |
| 2008 | Kirsten Price Coming Home                     |                                                |                                               |
| 2008 | Savanna Samson Stood Up                       |                                                |                                               |
| 2008 | Lorena Sanchez Black Worm                     |                                                |                                               |
| 2008 | Hillary Scott Not the Bradys XXX              |                                                |                                               |
| 2008 | Simone Valentino Afrodite Superstar           |                                                |                                               |
| 2009 |                                               | Jessica Drake Fallen                           | Monique Alexander Cry Wolf                    |
| 2009 | Roxy DeVille The Texas Vibrator Massacre      | Jessica Drake Fallen                           |                                               |
| 2009 | Sasha Grey The Last Rose                      | Jessica Drake Fallen                           |                                               |
| 2009 | Carmen Hart Fired                             | Jessica Drake Fallen                           |                                               |
| 2009 | Jenna Haze Not Bewitched XXX                  | Jessica Drake Fallen                           |                                               |
| 2009 | Jenna Jameson Burn                            | Jessica Drake Fallen                           |                                               |
| 2009 | Jesse Jane Pirates II: Stagnetti's Revenge    | Jessica Drake Fallen                           |                                               |
| 2009 | Devon Lee Succubus of the Rouge               | Jessica Drake Fallen                           |                                               |
| 2009 | Kaylani Lei The Wicked                        | Jessica Drake Fallen                           |                                               |
| 2009 | Janine Lindemulder Pipe Dreams                | Jessica Drake Fallen                           |                                               |
| 2009 | Marie McCray Angel Faces                      | Jessica Drake Fallen                           |                                               |
| 2009 | Bree Olson Roller Dollz                       | Jessica Drake Fallen                           |                                               |
| 2009 | Kirsten Price Mouth                           | Jessica Drake Fallen                           |                                               |
| 2009 | Savanna Samson Miles from Needles             | Jessica Drake Fallen                           |                                               |

### 2010-2014
| Any  | Foto                                                         | Guanyadora Pel·lícula                                                                                             | Nominades Pel·lícules                                     |
| 2010 |                                                              | Kimberly Kane The Sex Files: A Dark XXX Parody                                                                    | Asa Akira Pure                                            |
| 2010 | Julia Ann Identity                                           | Kimberly Kane The Sex Files: A Dark XXX Parody                                                                    |                                                           |
| 2010 | Lisa Ann Who's Nailin' Paylin?                               | Kimberly Kane The Sex Files: A Dark XXX Parody                                                                    |                                                           |
| 2010 | Alektra Blue Educating Alli                                  | Kimberly Kane The Sex Files: A Dark XXX Parody                                                                    |                                                           |
| 2010 | Roxy DeVille Whack Job                                       | Kimberly Kane The Sex Files: A Dark XXX Parody                                                                    |                                                           |
| 2010 | Jessica Drake Hush                                           | Kimberly Kane The Sex Files: A Dark XXX Parody                                                                    |                                                           |
| 2010 | Sasha Grey Throat: A Cautionary Tale                         | Kimberly Kane The Sex Files: A Dark XXX Parody                                                                    |                                                           |
| 2010 | Audrey Hollander Everybody Loves Lucy                        | Kimberly Kane The Sex Files: A Dark XXX Parody                                                                    |                                                           |
| 2010 | Kayden Kross The 8th Day                                     | Kimberly Kane The Sex Files: A Dark XXX Parody                                                                    |                                                           |
| 2010 | Kelli McCarty Faithless                                      | Kimberly Kane The Sex Files: A Dark XXX Parody                                                                    |                                                           |
| 2010 | Melissa Monet My Daughter's Boyfriend                        | Kimberly Kane The Sex Files: A Dark XXX Parody                                                                    |                                                           |
| 2010 | Bree Olson One Last Ride                                     | Kimberly Kane The Sex Files: A Dark XXX Parody                                                                    |                                                           |
| 2010 | Hillary Scott Heaven                                         | Kimberly Kane The Sex Files: A Dark XXX Parody                                                                    |                                                           |
| 2010 | India Summer Drill Baby Drill                                | Kimberly Kane The Sex Files: A Dark XXX Parody                                                                    |                                                           |
| 2011 |                                                              | Andy San Dimas This Ain't Glee XXX India Summer An Open Invitation: A Real Swinger's Party in San Francisco (tie) | Nyomi Banxxx Fatally Obsessed                             |
| 2011 | Tori Black Whatever It Takes                                 | Andy San Dimas This Ain't Glee XXX India Summer An Open Invitation: A Real Swinger's Party in San Francisco (tie) |                                                           |
| 2011 | Ashlynn Brooke WKRP in Cincinnati: A XXX Parody              | Andy San Dimas This Ain't Glee XXX India Summer An Open Invitation: A Real Swinger's Party in San Francisco (tie) |                                                           |
| 2011 | Stormy Daniels Partly Stormy                                 | Andy San Dimas This Ain't Glee XXX India Summer An Open Invitation: A Real Swinger's Party in San Francisco (tie) |                                                           |
| 2011 | Jessica Drake 3 Days in June                                 | Andy San Dimas This Ain't Glee XXX India Summer An Open Invitation: A Real Swinger's Party in San Francisco (tie) |                                                           |
| 2011 | Penny Flame Real Wife Stories 6                              | Andy San Dimas This Ain't Glee XXX India Summer An Open Invitation: A Real Swinger's Party in San Francisco (tie) |                                                           |
| 2011 | Roxanne Hall Scorned                                         | Andy San Dimas This Ain't Glee XXX India Summer An Open Invitation: A Real Swinger's Party in San Francisco (tie) |                                                           |
| 2011 | Nikki Jayne The Condemned                                    | Andy San Dimas This Ain't Glee XXX India Summer An Open Invitation: A Real Swinger's Party in San Francisco (tie) |                                                           |
| 2011 | Kimberly Kane The Sex Files 2: A Dark XXX Parody             | Andy San Dimas This Ain't Glee XXX India Summer An Open Invitation: A Real Swinger's Party in San Francisco (tie) |                                                           |
| 2011 | Kayden Kross The Perfect Secretary: Training Day             | Andy San Dimas This Ain't Glee XXX India Summer An Open Invitation: A Real Swinger's Party in San Francisco (tie) |                                                           |
| 2011 | Sunny Lane Alice                                             | Andy San Dimas This Ain't Glee XXX India Summer An Open Invitation: A Real Swinger's Party in San Francisco (tie) |                                                           |
| 2011 | Sunny Leone Gia: Portrait of a Porn Star                     | Andy San Dimas This Ain't Glee XXX India Summer An Open Invitation: A Real Swinger's Party in San Francisco (tie) |                                                           |
| 2011 | Lia The Rush                                                 | Andy San Dimas This Ain't Glee XXX India Summer An Open Invitation: A Real Swinger's Party in San Francisco (tie) |                                                           |
| 2011 | Natasha Marley Bonny & Clide                                 | Andy San Dimas This Ain't Glee XXX India Summer An Open Invitation: A Real Swinger's Party in San Francisco (tie) |                                                           |
| 2011 | Samantha Ryan Awakening to Love                              | Andy San Dimas This Ain't Glee XXX India Summer An Open Invitation: A Real Swinger's Party in San Francisco (tie) |                                                           |
| 2011 | Riley Steele Love Fool                                       | Andy San Dimas This Ain't Glee XXX India Summer An Open Invitation: A Real Swinger's Party in San Francisco (tie) |                                                           |
| 2011 | Misty Stone A Love Triangle                                  | Andy San Dimas This Ain't Glee XXX India Summer An Open Invitation: A Real Swinger's Party in San Francisco (tie) |                                                           |
| 2011 | Stoya Stoya: Perfect Picture                                 | Andy San Dimas This Ain't Glee XXX India Summer An Open Invitation: A Real Swinger's Party in San Francisco (tie) |                                                           |
| 2012 |                                                              | Jessie Andrews Portrait of a Call Girl                                                                            | Capri Anderson Runaway                                    |
| 2012 | Tori Black Killer Bodies                                     | Jessie Andrews Portrait of a Call Girl                                                                            |                                                           |
| 2012 | Jessica Drake Horizon                                        | Jessie Andrews Portrait of a Call Girl                                                                            |                                                           |
| 2012 | Allie Haze Lost and Found                                    | Jessie Andrews Portrait of a Call Girl                                                                            |                                                           |
| 2012 | Helly Mae Hellfire This Ain't Lady Gaga XXX                  | Jessie Andrews Portrait of a Call Girl                                                                            |                                                           |
| 2012 | Kagney Linn Karter Official The Silence of the Lambs Parody  | Jessie Andrews Portrait of a Call Girl                                                                            |                                                           |
| 2012 | Kayden Kross Love & Marriage                                 | Jessie Andrews Portrait of a Call Girl                                                                            |                                                           |
| 2012 | Lily LaBeau The Incredible Hulk XXX: A Porn Parody           | Jessie Andrews Portrait of a Call Girl                                                                            |                                                           |
| 2012 | Natasha Nice Dear Abby                                       | Jessie Andrews Portrait of a Call Girl                                                                            |                                                           |
| 2012 | Savanna Samson Savanna Samson Is the Masseuse                | Jessie Andrews Portrait of a Call Girl                                                                            |                                                           |
| 2012 | Andy San Dimas Rezervoir Doggs: An Exquisite Films Parody    | Jessie Andrews Portrait of a Call Girl                                                                            |                                                           |
| 2012 | Hillary Scott The Flintstones: A XXX Parody                  | Jessie Andrews Portrait of a Call Girl                                                                            |                                                           |
| 2012 | Bobbi Starr A Little Part of Me                              | Jessie Andrews Portrait of a Call Girl                                                                            |                                                           |
| 2012 | Misty Stone Hustler's Untrue Hollywood Stories: Oprah        | Jessie Andrews Portrait of a Call Girl                                                                            |                                                           |
| 2013 |                                                              | Lily Carter Wasteland                                                                                             | Nyomi Banxxx Training Day: A Pleasure Dynasty Parody      |
| 2013 | Alektra Blue Next Friday Night                               | Lily Carter Wasteland                                                                                             |                                                           |
| 2013 | Gracie Glam Happy Endings                                    | Lily Carter Wasteland                                                                                             |                                                           |
| 2013 | Presley Hart Diary of Love                                   | Lily Carter Wasteland                                                                                             |                                                           |
| 2013 | Allie Haze Star Wars XXX: A Porn Parody                      | Lily Carter Wasteland                                                                                             |                                                           |
| 2013 | Lily LaBeau Wasteland                                        | Lily Carter Wasteland                                                                                             |                                                           |
| 2013 | Remy LaCroix Torn                                            | Lily Carter Wasteland                                                                                             |                                                           |
| 2013 | Brooklyn Lee Voracious: The First Season                     | Lily Carter Wasteland                                                                                             |                                                           |
| 2013 | Kaylani Lei Snatched                                         | Lily Carter Wasteland                                                                                             |                                                           |
| 2013 | Natasha Nice Love is a Dangerous Game                        | Lily Carter Wasteland                                                                                             |                                                           |
| 2013 | Chanel Preston Romeo & Juliet: A DreamZone Parody            | Lily Carter Wasteland                                                                                             |                                                           |
| 2013 | Andy San Dimas Café Amore                                    | Lily Carter Wasteland                                                                                             |                                                           |
| 2013 | Bobbi Starr The Truth About O                                | Lily Carter Wasteland                                                                                             |                                                           |
| 2013 | India Summer The Graduate XXX: A Paul Thomas Parody          | Lily Carter Wasteland                                                                                             |                                                           |
| 2014 |                                                              | Remy LaCroix The Temptation of Eve                                                                                | Anikka Albrite OMG… It’s the Leaving Las Vegas XXX Parody |
| 2014 | Lexi Belle Meant to Be                                       | Remy LaCroix The Temptation of Eve                                                                                |                                                           |
| 2014 | Alektra Blue Getting Schooled                                | Remy LaCroix The Temptation of Eve                                                                                |                                                           |
| 2014 | Jessica Drake Sexpionage: The Drake Chronicles               | Remy LaCroix The Temptation of Eve                                                                                |                                                           |
| 2014 | Tara Lynn Foxx This Ain't Homeland XXX                       | Remy LaCroix The Temptation of Eve                                                                                |                                                           |
| 2014 | Allie Haze Clerks XXX: A Porn Parody                         | Remy LaCroix The Temptation of Eve                                                                                |                                                           |
| 2014 | Jesse Jane Code of Honor                                     | Remy LaCroix The Temptation of Eve                                                                                |                                                           |
| 2014 | Sunny Lane The Stripper 2                                    | Remy LaCroix The Temptation of Eve                                                                                |                                                           |
| 2014 | Brooklyn Lee The New Behind the Green Door                   | Remy LaCroix The Temptation of Eve                                                                                |                                                           |
| 2014 | Adrianna Luna The Lone Ranger XXX: An Extreme Comixxx Parody | Remy LaCroix The Temptation of Eve                                                                                |                                                           |
| 2014 | Maddy O'Reilly Not The Wizard of Oz XXX                      | Remy LaCroix The Temptation of Eve                                                                                |                                                           |
| 2014 | Penny Pax The Submission of Emma Marx                        | Remy LaCroix The Temptation of Eve                                                                                |                                                           |
| 2014 | Raven Rockette Gia: Lesbian Supermodel                       | Remy LaCroix The Temptation of Eve                                                                                |                                                           |
| 2014 | Jennifer White The Stripper                                  | Remy LaCroix The Temptation of Eve                                                                                |                                                           |

### 2015-2019
| Any  | Foto                                                                             | Guanyadora Pel·lícula                                   | Nominades Pel·lícules   |
| 2015 |                                                                                  | Carter Cruise Second Chances                            | Asa Akira Holly...Would |
| 2015 | Anikka Albrite Untamed Heart                                                     | Carter Cruise Second Chances                            |                         |
| 2015 | Alex Chance This Ain't Girls XXX                                                 | Carter Cruise Second Chances                            |                         |
| 2015 | Brooklyn Chase Odd Jobs                                                          | Carter Cruise Second Chances                            |                         |
| 2015 | Jessica Drake Aftermath                                                          | Carter Cruise Second Chances                            |                         |
| 2015 | Ash Hollywood No Way Out                                                         | Carter Cruise Second Chances                            |                         |
| 2015 | Kimberly Kane The Pornographer                                                   | Carter Cruise Second Chances                            |                         |
| 2015 | Maddy O'Reilly The Sexual Liberation of Anna Lee                                 | Carter Cruise Second Chances                            |                         |
| 2015 | Penny Pax Wetwork                                                                | Carter Cruise Second Chances                            |                         |
| 2015 | Romi Rain The Laws of Love                                                       | Carter Cruise Second Chances                            |                         |
| 2015 | Bonnie Rotten Cape Fear XXX                                                      | Carter Cruise Second Chances                            |                         |
| 2015 | Samantha Saint Cinderella XXX: An Axel Braun Parody                              | Carter Cruise Second Chances                            |                         |
| 2015 | Stevie Shae Apocalypse X                                                         | Carter Cruise Second Chances                            |                         |
| 2015 | Jodi West Call Me Mother                                                         | Carter Cruise Second Chances                            |                         |
| 2016 |                                                                                  | Penny Pax The Submission of Emma Marx: Boundaries       | Asa Akira Starmaker     |
| 2016 | Adriana Chechik The Turning                                                      | Penny Pax The Submission of Emma Marx: Boundaries       |                         |
| 2016 | Carter Cruise Waiting on Love                                                    | Penny Pax The Submission of Emma Marx: Boundaries       |                         |
| 2016 | Dani Daniels Sisterhood                                                          | Penny Pax The Submission of Emma Marx: Boundaries       |                         |
| 2016 | Stormy Daniels Wanted                                                            | Penny Pax The Submission of Emma Marx: Boundaries       |                         |
| 2016 | Dana DeArmond Mother's Little Helper                                             | Penny Pax The Submission of Emma Marx: Boundaries       |                         |
| 2016 | Daisy Haze Bad Romance                                                           | Penny Pax The Submission of Emma Marx: Boundaries       |                         |
| 2016 | Kimberly Kane Family Secrets                                                     | Penny Pax The Submission of Emma Marx: Boundaries       |                         |
| 2016 | Remy LaCroix Stockholm Syndrome                                                  | Penny Pax The Submission of Emma Marx: Boundaries       |                         |
| 2016 | Keira Nicole Peter Pan XXX: An Axel Braun Parody                                 | Penny Pax The Submission of Emma Marx: Boundaries       |                         |
| 2016 | Bonnie Rotten Sisters of Anarchy                                                 | Penny Pax The Submission of Emma Marx: Boundaries       |                         |
| 2016 | Riley Steele Barbarella XXX: An Axel Braun Parody                                | Penny Pax The Submission of Emma Marx: Boundaries       |                         |
| 2016 | India Summer Marriage 2.0                                                        | Penny Pax The Submission of Emma Marx: Boundaries       |                         |
| 2016 | Sarah Vandella Love, Sex & TV News                                               | Penny Pax The Submission of Emma Marx: Boundaries       |                         |
| 2017 |                                                                                  | Kleio Valentien Suicide Squad XXX: An Axel Braun Parody | Asa Akira The J.O.B.    |
| 2017 | Aria Alexander Sex Machina: A XXX Parody                                         | Kleio Valentien Suicide Squad XXX: An Axel Braun Parody |                         |
| 2017 | Samantha Bentley Hard in Love                                                    | Kleio Valentien Suicide Squad XXX: An Axel Braun Parody |                         |
| 2017 | Carter Cruise Suicide Squad XXX: An Axel Braun Parody                            | Kleio Valentien Suicide Squad XXX: An Axel Braun Parody |                         |
| 2017 | Cherie DeVille Project Pandora: A Psychosexual Lesbian Thriller                  | Kleio Valentien Suicide Squad XXX: An Axel Braun Parody |                         |
| 2017 | Jessica Drake DNA                                                                | Kleio Valentien Suicide Squad XXX: An Axel Braun Parody |                         |
| 2017 | Karlee Grey Student Bodies 5                                                     | Kleio Valentien Suicide Squad XXX: An Axel Braun Parody |                         |
| 2017 | Veruca James Deception: A XXX Thriller                                           | Kleio Valentien Suicide Squad XXX: An Axel Braun Parody |                         |
| 2017 | Cassidy Klein Little Red: A Lesbian Fairy Tale                                   | Kleio Valentien Suicide Squad XXX: An Axel Braun Parody |                         |
| 2017 | Sara Luvv Babysitting the Baumgartners                                           | Kleio Valentien Suicide Squad XXX: An Axel Braun Parody |                         |
| 2017 | Abigail Mac True Detective: A XXX Parody                                         | Kleio Valentien Suicide Squad XXX: An Axel Braun Parody |                         |
| 2017 | Penny Pax The Submission of Emma Marx: Exposed                                   | Kleio Valentien Suicide Squad XXX: An Axel Braun Parody |                         |
| 2017 | Dana Vespoli Lefty                                                               | Kleio Valentien Suicide Squad XXX: An Axel Braun Parody |                         |
| 2017 | Kasey Warner Color Blind                                                         | Kleio Valentien Suicide Squad XXX: An Axel Braun Parody |                         |
| 2018 |                                                                                  | Sara Luvv The Faces of Alice                            |                         |
| 2018 | Asa Akira The Blonde Dahlia                                                      | Sara Luvv The Faces of Alice                            |                         |
| 2018 | Chloe Amour Love for Sale 2                                                      | Sara Luvv The Faces of Alice                            |                         |
| 2018 | Abella Danger The Obsession                                                      | Sara Luvv The Faces of Alice                            |                         |
| 2018 | Jessica Drake An Inconvenient Mistress                                           | Sara Luvv The Faces of Alice                            |                         |
| 2018 | Alexis Fawx Fantasy Factory                                                      | Sara Luvv The Faces of Alice                            |                         |
| 2018 | Alexa Grace Crash                                                                | Sara Luvv The Faces of Alice                            |                         |
| 2018 | Janice Griffith Ingenue                                                          | Sara Luvv The Faces of Alice                            |                         |
| 2018 | Jill Kassidy Half His Age: A Teenage Tragedy                                     | Sara Luvv The Faces of Alice                            |                         |
| 2018 | Cassidy Klein Conflicted                                                         | Sara Luvv The Faces of Alice                            |                         |
| 2018 | Melissa Moore The Voyeur                                                         | Sara Luvv The Faces of Alice                            |                         |
| 2018 | Katie Morgan Bad Babes Inc.                                                      | Sara Luvv The Faces of Alice                            |                         |
| 2018 | Ella Nova Snapshot                                                               | Sara Luvv The Faces of Alice                            |                         |
| 2018 | Romi Rain Justice League XXX: An Axel Braun Parody                               | Sara Luvv The Faces of Alice                            |                         |
| 2018 | Angela White The Altar of Aphrodite                                              | Sara Luvv The Faces of Alice                            |                         |
| 2019 |                                                                                  | Eliza Jane Anne: A Taboo Parody                         |                         |
| 2019 | Britney Amber Naked                                                              | Eliza Jane Anne: A Taboo Parody                         |                         |
| 2019 | Mercedes Carrera Second First Date                                               | Eliza Jane Anne: A Taboo Parody                         |                         |
| 2019 | Adriana Chechik Star Wars: The Last Temptation - A Digital Playground XXX Parody | Eliza Jane Anne: A Taboo Parody                         |                         |
| 2019 | Jessica Drake Fallen II: Angels & Demons                                         | Eliza Jane Anne: A Taboo Parody                         |                         |
| 2019 | Kimmy Granger Poon Raider: A DP XXX Parody                                       | Eliza Jane Anne: A Taboo Parody                         |                         |
| 2019 | Aaliyah Love Too Little Too Late                                                 | Eliza Jane Anne: A Taboo Parody                         |                         |
| 2019 | Avi Love The Possession of Mrs. Hyde                                             | Eliza Jane Anne: A Taboo Parody                         |                         |
| 2019 | Abigail Mac Fantasy Factory: Wastelands                                          | Eliza Jane Anne: A Taboo Parody                         |                         |
| 2019 | Gia Paige Love in the Digital Age                                                | Eliza Jane Anne: A Taboo Parody                         |                         |
| 2019 | Kenzie Reeves A Trailer Park Taboo                                               | Eliza Jane Anne: A Taboo Parody                         |                         |
| 2019 | Kristen Scott Camgirl                                                            | Eliza Jane Anne: A Taboo Parody                         |                         |
| 2019 | India Summer Flawless                                                            | Eliza Jane Anne: A Taboo Parody                         |                         |
| 2019 | Mona Wales Insomnia                                                              | Eliza Jane Anne: A Taboo Parody                         |                         |
| 2019 | Whitney Wright Cursed                                                            | Eliza Jane Anne: A Taboo Parody                         |                         |

### 2020-
| Any  | Foto                                                                          | Guanyadora Pel·lícula    | Nominades Pel·lícules              |
| 2020 |                                                                               | Angela White Perspective | Aiden Ashley Insomniac             |
| 2020 | Christiana Cinn Arcane                                                        | Angela White Perspective |                                    |
| 2020 | Jessica Drake Lost Love                                                       | Angela White Perspective |                                    |
| 2020 | Lacy Lennon The Gentleman                                                     | Angela White Perspective |                                    |
| 2020 | Kristen Scott Teenage Lesbian                                                 | Angela White Perspective |                                    |
| 2020 | Magdalene St. Michaels Confessions of A Sinful Nun 2: The Rise of Sister Mona | Angela White Perspective |                                    |
| 2020 | Kenzie Taylor Captain Marvel XXX: An Axel Braun Parody                        | Angela White Perspective |                                    |
| 2020 | Whitney Wright What We Do for Money                                           | Angela White Perspective |                                    |
| 2020 | Ariel X Girls of Wrestling                                                    | Angela White Perspective |                                    |
| 2021 |                                                                               | Maitland Ward Muse       | Aiden Ashley A Killer on the Loose |
| 2021 | Cherie DeVille 40 Years Old, Comes to Life                                    | Maitland Ward Muse       |                                    |
| 2021 | Ana Foxxx Primary                                                             | Maitland Ward Muse       |                                    |
| 2021 | Kimy Granger Vacation in Purgatory                                            | Maitland Ward Muse       |                                    |
| 2021 | Madison Ivy No Mercy for Mankind                                              | Maitland Ward Muse       |                                    |
| 2021 | Lacy Lennon Alien Rhapsody                                                    | Maitland Ward Muse       |                                    |
| 2021 | Cadence Lux The Producer II                                                   | Maitland Ward Muse       |                                    |
| 2021 | Naomi Swann My Sinful Valentine                                               | Maitland Ward Muse       |                                    |
| 2021 | Mona Wales Pushing Boundaries                                                 | Maitland Ward Muse       |                                    |

## Vegeu
- Premi AVN al millor actor